# Милош С. Матовић
Милош С. Матовић (Краљево, 20. фебруар 1893 – Београд, 16. новембар 1952) био је српски дечији писац и учитељ.

## Биографија
Милош Матовић је рођен 20. фебруара 1893. године у Краљеву. Рођен је као осмо дете оца Синадина, власника кафане, и мајке Милке. Основну школу је похађао у Краљеву и Крагујевцу (1900-1904). Даље образовање је стекао у Другој мушкој гимназији у Београду (1904-1908) и на Учитељској школи у Јагодини (1908-1912).
Био је учитељ у селима Селаковићу у Пожаревачком срезу, Клајићу у Јабланичком срезу и у Пироту. Учествовао је у Првом светском рату. У септембру 1914. био је у саставу Скопског ђачког батаљона, а на фронту се борио све до 1918. Након завршетка рата поново је радио као учитељ. Био је учитељ у селима Засавици и Ноћају у Мачви, Старом Врбасу и Суботици (1919-1931). Године 1931. почео је да ради као учитељ у Београду, а ту дужност је обављао до 1941. године. Године Другог светског рата је провео у немачком заробљеништву. Од 1946. године радио је у редакцији листа Пионир, а потом и у Пионирским новинама.
Преминуо је 16. новембра 1952. године у Београду.

## Књижевни рад
Матовић се поред рада у школама бавио и књижевним радом. Писао је песме, приче, бајке и позоришне комаде намењене деци и одрасилима. Поред тога, био је уредник осам свезака Нове позоришне књижице (1924-1925), као и дечијих листова Мирољуб (1927-1931) и Југословенче (1931-1934). Уређивао је и Библиотеку Школске свечаности. Саставио је и антологију приповедака за децу Најлепшти дар (1932) и читанке за прва четири разреда основне школе. Приређивао је дечије драме за извођење, као што су на пример Прва бразда (1949) и  У прави час (1950). За потребе наставе у основним школама написао је 1934. године и уџбеник Ручни рад и цртање за трећи и четврти разред основне школе.
Његова најзначајнија књижевна дела су:
- Приче доброг младића
- Код ујке на селу
- Светлана
- Краљичица Звездана
- Бајка о краљевићу Зорану
- Дечји рај
- Гнездо на крову и друге приче
- Четврта школска свечаност
- Свети Сава
- У Вучјем завичају[1][3]